# Serranus flaviventris
Serranus flaviventris är en fiskart som först beskrevs av Cuvier 1829.  Serranus flaviventris ingår i släktet Serranus och familjen havsabborrfiskar. Inga underarter finns listade i Catalogue of Life.